# Adolf Pietrasiak
Adolf Pietrasiak (ur. 17 listopada 1916 w Kośminie, zm. 29 listopada 1943 nad kanałem La Manche) – podporucznik pilot Polskich Sił Powietrznych w Wielkiej Brytanii, as myśliwski, kawaler Orderu Wojennego Virtuti Militari.

## Życiorys
Pochodził z rolniczej rodziny Witolda i Antoniny z domu Gołuch. Uczył się w szkole powszechnej w Rykach. W 1933 został przyjęty do Szkoły Podoficerów Lotnictwa dla Małoletnich w Bydgoszczy. W 1936 został wcielony do 2 pułku lotniczego w Krakowie i przydzielony do 122 eskadry myśliwskiej.
W kampanii wrześniowej, w stopniu kaprala, wykonał kilka lotów bojowych. 6 września jego P-11c został uszkodzony przez własną artylerię przeciwlotniczą. Granicę rumuńską przekroczył nad ranem 18 września rzutem kołowym. Przedostał się do Francji. Przeszkolony na francuskich myśliwcach, otrzymał awans na plutonowego i po ataku Niemiec na Francję został włączony do polskiego V Klucza Kominowego „Kos” broniącego fabryki lotniczej w Bourges.
5 czerwca 1940 roku na Curtiss Hawk 75A bronił przyzakładowe lotnisko przed formacją He 111. Zaliczono mu wspólne zniszczenie 3 He-111 i uszkodzenie kolejnych 2 (razem zwycięstwa pewne 3/5 i uszkodzone 2/5).
27 czerwca 1940 roku przybył do Wielkiej Brytanii. Przeszkolony w 58 OTU w Grangemouth, przydzielony do dywizjonu 303, następnie do 92 dywizjonu RAF (92 squadron). W lipcu 1941 zniszczył 7 i 1/2 Bf 109. 23 lipca 1941 przeniesiony do dywizjonu 308. 19 sierpnia 1941 zestrzelony nad Francją, podczas lądowania na spadochronie doznał kontuzji nogi. Przez Hiszpanię i Gibraltar powrócił do Anglii w listopadzie 1941 roku. Od 24 sierpnia 1942 roku latał w dywizjonie 317 „Wileńskim”. 1 stycznia 1943 roku został awansowany na podporucznika.
29 listopada 1943 roku wystartował na Spitfirze IX nad Francję, prawdopodobnie na skutek uszkodzenia silnika wodował/rozbił się i utonął. Jego ciała nigdy nie odnaleziono.
Po wojnie rodzina poległego ufundowała symboliczny nagrobek, który stanął na cmentarzu w Rykach.

## Zwycięstwa powietrzne
Na liście Bajana został sklasyfikowany na 19. pozycji. Zaliczono mu zniszczenie 8 i 1/10 samolotu nieprzyjaciela zestrzelonego na pewno i 2/5 uszkodzonego.

## Ordery i odznaczenia[2]
- Krzyż Srebrny Orderu Wojennego Virtuti Militari nr 9183
- Krzyż Walecznych
- Medal Lotniczy (dwukrotnie)
- Polowy Znak Pilota nr 1167
- Medal Wybitnej Służby Lotniczej (Wielka Brytania)